# Phaegoptera nexoides
Phaegoptera nexoides är en fjärilsart som beskrevs av William Schaus 1896. Phaegoptera nexoides ingår i släktet Phaegoptera och familjen björnspinnare. Inga underarter finns listade i Catalogue of Life.